# تیت کبین
تیت کبین (استونیایی: Tiit Käbin; ۱۲ مهٔ ۱۹۳۷ – ۵ مارس ۲۰۱۱) استاد دانشگاه، سیاستمدار، وکیل و نماینده مجلس اهل استونی بود.